# SRG Sportkette
Die SRG Sportkette (französisch SSR Chaine Sportive, italienisch SSR Canale Sportivo) war in den 1980er und 1990er Jahren die virtuelle, vierte nationale Fernsehkette der Schweiz, betrieben von der SRG SSR. Sie sendete hauptsächlich Live-Sportübertragungen. Zu dieser Zeit betrieb die SRG drei in der ganzen Schweiz terrestrisch empfangbare Fernsehprogramme, je eines in jeder Amtssprache, auf Deutsch SF DRS, auf Französisch TSR und auf Italienisch TSI. Während einer Übertragung auf der SRG Sportkette konnte eines der beiden anderssprachigen Programme nicht mehr empfangen werden. Die SRG Sportkette nahm ihren Betrieb zur Fussball-Weltmeisterschaft 1982 in Spanien auf. Mit der Lancierung im März 1995 von Schweiz 4, der vierten nationalen Fernsehsenderkette, wurde die SRG Sportkette eingestellt. Seit Sommer 1997 werden die Sportübertragungen auf den zweiten Programmen jeder Sprachregion (SRF zwei, RTS deux und RSI LA 2) übertragen.

## Funktionsweise

### SRF Sportkette
Die SRG Sportkette wurde alternierend auf einem der beiden anderssprachigen SRG-Programme ausgestrahlt: in der Deutschschweiz entweder auf TSR oder TSI, in der Westschweiz auf SF DRS oder TSI und in der italienischsprachigen Schweiz auf SF DRS oder TSR. Das Originalprogramm konnte in dieser Zeit nicht mehr empfangen werden.

### Nationale Kette
Eine weitere Möglichkeit, um Sportsendungen zu übertragen, bestand darin, über die sogenannte Nationale Kette eines der drei SRG-Programme in den beiden anderen Sprachregionen auf dem 1. Tonkanal mit einem eigenen sprachregionalen Kommentar zu versehen. Auf dem 2. Tonkanal konnte man den Originalkommentar hören. In den Programmspalten der Deutschschweiz hiess es dann: Übertragung des Sportanlasses XY auf der Senderkette TSR mit deutschem Kommentar.

## Geschichte
In den 1970er Jahren nahmen die Live-Sportübertragungen stark zu. Dies freute die Sportfans, verärgerte jedoch zahlreiche Zuschauer, die auf ihre angestammten Sendungen verzichten mussten. Deshalb suchte die SRG, zusammen mit den für den Betrieb der Sender verantwortlichen PTT (heute Swisscom), nach einer günstigen und rasch umsetzbaren Lösung. Aus kosten- und politischen Gründen wollte man die vierte terrestrische Senderkette nicht für Sportübertragungen aufbauen. Die Idee eines Zweiten Schweizer Fernsehens war noch nicht begraben. Für die Lancierung eines solchen, die SRG konkurrenzierenden Fernsehprogramms wäre eine nationale terrestrische Senderkette erforderlich gewesen.
In den 1980er und 1990er Jahren wurden die Kabelfernsehnetze in der Schweiz flächendeckend ausgebaut. Dies ermöglichte es der SRG zusammen mit den PTT, die während einer Sportkette ausgefallenen Minderheitenprogramme über das GAZ-Netz (Gemeinschafts-Antennen-Zubringer) den Kabelnetzen zuzuführen. Von dieser Dienstleistung konnten jedoch nur diejenigen Fernsehzuschauer profitieren, die bei einem der grossen Kabelnetzanbieter, z. B. Rediffusion (heute UPC Schweiz), angeschlossen waren.
Am 25. September 1993 ging S plus, das vierte Fernsehprogramm der SRG, auf Sendung. S plus sollte ein komplementäres Fernsehangebot bieten und war zu Beginn nur in den Kabelnetzen empfangbar. Die Sportkette war Teil des S plus-Programms. Somit mussten die Sprachminderheiten nicht mehr auf ihr Programm verzichten, sofern sie an einem Kabelnetz angeschlossen waren. Die SRG Sportkette wurde weiterhin unverändert auch terrestrisch ausgestrahlt.
S plus war kein Erfolg und wurde bereits am 1. März 1995 durch Schweiz 4 ersetzt. Mit dem Start von Schweiz 4 endete auch die vor 13 Jahren in Betrieb genommene SRG Sportkette. Die meisten Sportübertragungen fanden sich künftig auf dem neu lancierten Kanal, welcher sprachregional gesplittet werden konnte. Seit der Lancierung von S plus wurde die vierte Senderkette kontinuierlich ausgebaut. Schweiz 4 konnte in fast der ganzen Schweiz auch terrestrisch empfangen werden.
Auch Schweiz 4 wurde kein Erfolg und wurde im Sommer 1997 durch die zweiten Programme jeder Sprachregion (SRF zwei, RTS deux und RSI LA 2) ersetzt.